# Guillaume Firmat
Saint Guillaume Firmat (1026 – 1103) est un ermite du XIe siècle de l'Ouest de la France et un pèlerin, originaire de la région tourangelle, et mort au tout début du XIIe siècle.

## Biographie
Firmat proviendrait du latin firmatus signifiant le fort.
La tradition voit le lieu de sa retraite en ermite au mont Louvier à Louvigné-du-Désert en Ille-et-Vilaine.
Le Père Couanier de Launay indique que Guillaume Firmat, d'une noble origine, possesseur de grandes richesses, quitte Tours sa patrie et abandonne tout pour venir se choisir une solitude en forêt de Concise, où il aurait réagi saintement à une tentation organisée par des adversaires. Après un tel acte, Guillaume n'est plus solitaire ; il quitte ces lieux où la vénération des hommes distrayait sa prière et importunait son humilité. Il alla visiter les Lieux-Saints et mourut, au retour, dans une autre partie du Bas-Maine le 24 avril 1103. 
Le calendrier liturgique propre du diocèse de Laval précise dans la notice le concernant : « Saint Guillaume Firmat († 24 avril 1103), chanoine de Tours, exerça la médecine et fut tenté par la richesse. Recevant l’appel du Christ, il vint s’établir dans la forêt de Concise, près de Laval. Assailli par les visiteurs, il partit à Jérusalem. À son retour, il séjourna successivement près de Vitré, puis à Mantilly, au diocèse du Mans, puis à Mortain, diocèse d'Avranches où il mourut ». 
Saint Guillaume Firmat fut canonisé en 1154. Les habitants de Mortain dans la Manche, qui, à sa mort, s'étaient emparés du son corps, donnèrent son nom à leur paroisse qui s'appelait auparavant Saint-Evroult. Il est ainsi le saint patron de Mortain, et  celui des prisonniers ayant pour attribut une chaîne comme saint Léonard de Noblac.

## Source partielle
- Étienne-Louis Couanier de Launay, Histoire de Laval (818-1855), Imp. Godbert, 1856, 608 p. [détail des éditions] (lire en ligne)